# Pedro Matos Chaves
Pedro Pinto Ferreira Matos Chaves, född 27 februari 1965 i Porto, är en portugisisk racerförare.

## Racingkarriär
Chaves debuterade i formel 1 för Coloni säsongen 1991. Han klarade dock inte förkvalificeringen till debutloppet i USA 1991. Det gjorde han inte heller till något av de följande tolv loppen, varefter han ersattes av Naoki Hattori.

## F1-karriär
| Säsong | Stall/Tillverkare | Poäng | Placering |
| ------ | ----------------- | ----- | --------- |
| 1991   | Coloni-Ford       | 0     | –         |